# Neuquensaurus
Neuquensaurus („Ještěr z provincie Neuquén“) byl menším až středně velkým sauropodním dinosaurem, který žil v oblasti dnešní argentinské Patagonie v období svrchní křídy (geologický věk kampán, asi před 80 miliony let).

## Popis
Tento dinosaurus byl zřejmě vybaven hřbetním "brněním" v podobě zkostnatělých destiček osteodermů. Jeho stehenní kost měřila jen asi 75 centimetrů, celkově pak dosahoval délky jen asi 7,5 metru a hmotnosti kolem 1800 kilogramů, takže byl mnohem menší než obří sauropodi, jako byl například Argentinosaurus (který mu však nebyl blízce příbuzný). Paleontolog Thomas R. Holtz, Jr. však odhaduje jeho délku na 15 metrů a hmotnost zhruba na 10 000 kilogramů.

## Historie a popis

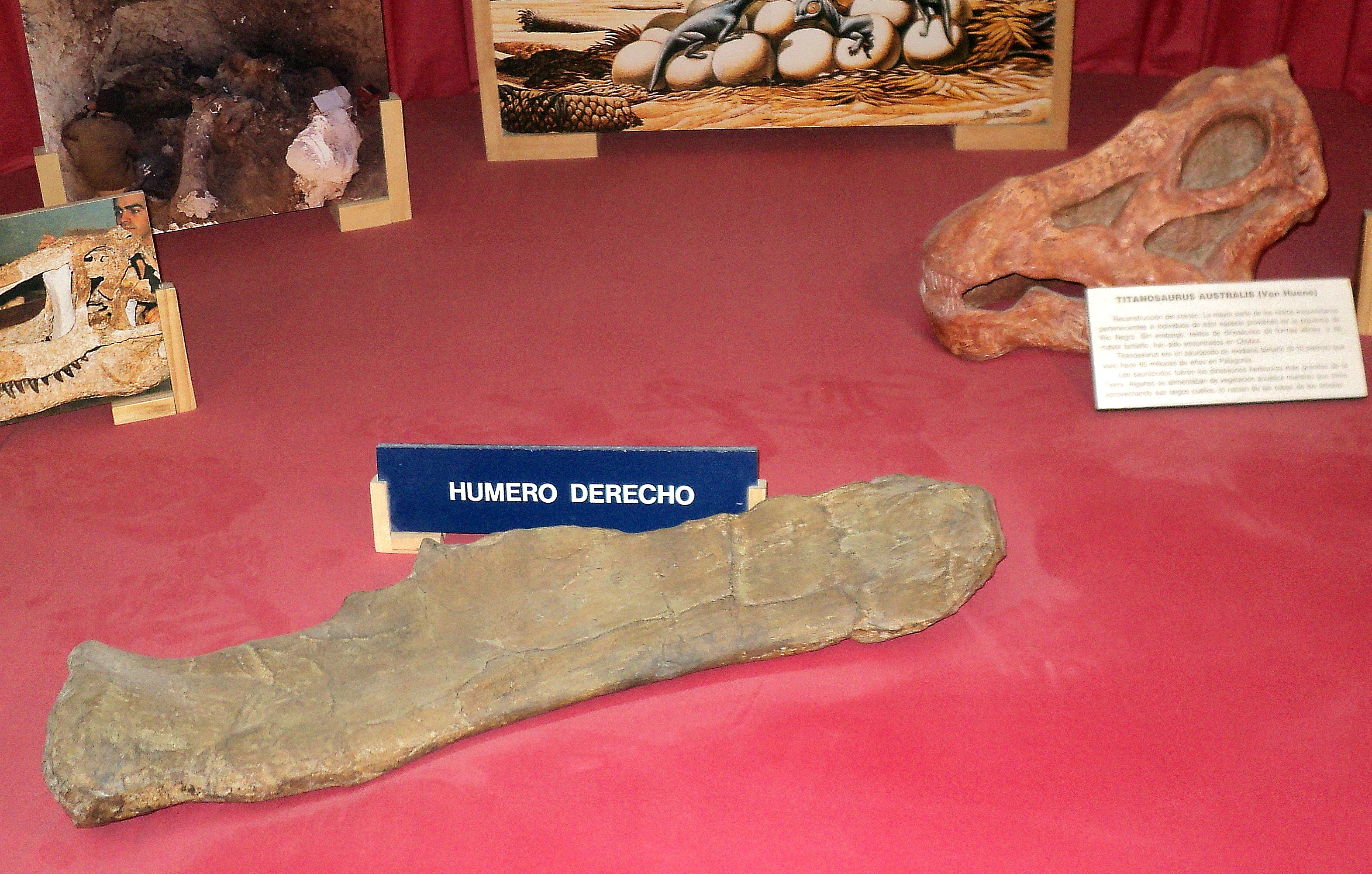
Neuquensaurus - části objevených fosilií

Fosilie tohoto sauropoda byly objeveny v sedimentech geologického souvrství Anacleto a vědecky je popsal již v roce 1893 britský paleontolog Charles Lydekker. Zřejmě neplatný druh N. robustus popsal německý paleontolog Friedrich von Huene v roce 1929. Rodové jméno Neuquensaurus pak oficiálně stanovil až Jaime Eduardo Powell v roce 1992. Stejným dinosaurem mohl být i Loricosaurus, popsaný F. von Huenem v roce 1929.

## Systematické zařazení
Neuquensaurus byl vývojově vyspělým zástupcem podčeledi Saltasaurinae. Mezi jeho blízké příbuzné patřily rody Saltasaurus, Rocasaurus, Bonatitan nebo Yamanasaurus. Dalším (vzdálenějším) vývojovým příbuzným pak byl například také argentinský rod Titanomachya, formálně popsaný v roce 2024.